# Tramwaje w Oaxace
Tramwaje w Oaxace − zlikwidowany system komunikacji tramwajowej w meksykańskim mieście Oaxaca.

## Historia
Tramwaje w Oaxace uruchomiono około 1890, były to tramwaje konne. Wkrótce sieć tramwajową rozbudowano i połączono z innymi liniami tramwajowymi z okolicznych miejscowości do 1905. Sieć o rozstawie szyn wynoszącym 914 mm obsługiwała spółka Ferrocarril Urbano de Oaxaca y Oriente. W 1930 w mieście było 8 wagonów. System zlikwidowano po 1930. 